# Keldbylille
Keldbylille er en bebyggelse i Keldby Sogn på Møn, beliggende ca. 2 kilometer syd for Keldby.
Keldbylille omtales 1290 (Kælby litle) og 1496 (Keldbylillæ). 
Landsbyen udskiftedes formentlig i 1782 .
I landsbyen ligger Gammelborggård og Sandagergård.
Syd for Keldbylille ligger der en firlænget gård, nu kaldet Museumsgården, der er knyttet til Møns Museum. Gårdejeren Hans Hansen testamenterede sine møbler til Nationalmuseet, og det førte til, at også gården blev bevaret. Gården blev opført 1800, udflyttet fra landsbyen.
Keldbylille tilhører Vordingborg Kommune og ligger i Region Sjælland.